# Manuel Luís Goucha
Manuel Luís Goucha, nome completo Manuel Luís de Sousa Goucha (Madalena, 25 dicembre 1954), è un conduttore televisivo, imprenditore e scrittore portoghese naturalizzato brasiliano. È
anche autore di vari libri di ricette di cucina, fra cui nel dicembre 2007 Os Doces do Manuel.

## Biografia
Nato a Madalena, freguesia di Lisbona, nel 1954, dopo la separazione dei genitori, si è trasferito a Figueira da Foz terra natale della madre. Dopo gli studi liceali a Coimbra è rientrato a Lisbona.
Conduttore di numerosi programmi per la TV pubblica RTP, presenta attualmente con Cristina Ferreira sull'emittente TVI il programma Você na TV. Nel 2008 ha co-presentato la 1ª edizione del talent show Uma Canção para Ti, con Júlia Pinheiro e nel 2011 la 4ª edizione con Cristina Ferreira. Dal 2014 è giudice e presentatore, sempre su TVI, del fortunato talent culinario MasterChef.

## Vita privata
Omosessuale dichiarato, vive in una cascina a Fontanelas, frazione del comune di Sintra.

## Carriera televisiva

### RTP
- 1979 - Zé Gato (come attore)
- 1984 - Crónica dos Bons Malandros (come attore)
- 1984 - Gostosuras e Travessuras
- 1986 - Sebastião come tudo!
- 1987 - Portugal de Faca e Garfo
- 1988 - Sebastião na CEE
- 1991 - Sim ou Sopas
- 1993 - Olha que Dois
- 1994 - Viva à Manhã
- 1995 - A Grande Pirâmide
- 1995 - Efe-Erre-A
- 1996 - Avós e Netos
- 1999 - Eurovision Song Contest (presentò i voti lusitani)
- 2000 - Santa Casa
- 1995-2002 - Praça da Alegria

### TVI
- 1993 - Momentos de Glória
- 2002-2004 - Olá Portugal
- 2004-2012 - Você na TV!
- 2007 - Casamento de Sonho (come giurato)
- 2008, 2009 e 2011 - Uma Canção para Ti
- 2009 - Quem é o Melhor?
- 2010 - Mulheres da Minha Vida
- 2010 - De Homem Para Homem
- 2012 - A Tua Cara Não Me é Estranha 1
- 2012 - A Tua Cara Não Me é Estranha 2
- 2012 - A Tua Cara Não Me é Estranha - Duetti
- 2013 - A Tua Cara Não Me é Estranha 3

### TVI24
- 2010 - Mulheres da Minha Vida
- 2010 - De Homem Para Homem
- 2011 - Controversos

### +TVI
- 2013 - Tu Cá Tu Lá

## Premi
| Trofeo TV 7 Dias | Trofeo TV 7 Dias                 | Trofeo TV 7 Dias                     | Trofeo TV 7 Dias | Trofeo TV 7 Dias |
| Anno             | Nome del programma - personaggio | Categoria                            | Risultato        |                  |
| ---------------- | -------------------------------- | ------------------------------------ | ---------------- | ---------------- |
| 2009             | Você na TV                       | Migliore Talk-Show                   | Vincitore        |                  |
| 2010             | Manuel Luís Goucha               | Migliore presentatore                | Vincitore        |                  |
| 2012             | A tua cara não me è estranha     | Miglior programma di intrattenimento | Vincitore        |                  |